# Перес Веласко, Лусио
Лусио Перес Веласко (исп. Lucio Pérez Velasco; 2 марта 1854, Ла-Пас, Боливия — 27 ноября 1904, там же) — боливийский исследователь и государственный деятель, первый вице-президент Боливии (1899—1903).

## Биография
В 1863 г. поступил в Национальный колледж Аякучо, продолжил обучение в Кочабамбе, где получил степень бакалавра искусств. В 1868 г. поступил на медицинский факультет Университета Сан-Симона-де-Кочабамба и проучился там до четвертого курса. Прервал обучение, чтобы вступить в ряды защитников учреждений, сражавшихся с Мануэлем Мелгарехо.
В 1872 г. отправился в Европу, чтобы окончить учебу в Париже. В 1873 г. вернулся на родину и обосновался в департаменте Бени, где занимался добычей каучука и развитием территории; был одним из первых, кто на шлюпке Амазонку, потерпел 18 кораблекрушений, однако остался в живых.
Когда в Санта-Крусе началась революция во главе с Ибаньесом, он стал военным комиссаром дивизии по поддержанию мира. В 1880 г., в период Второй тихоокеанской войны, ему было поручено командование армейским корпусом, с которым он участвовал в битве при Альто-де-Альянса.
Являлся членом Либеральеой партии. В 1884 г. он был избран депутатом, а в 1889—1893 гг. и с 1898 г. являлся сенатором от департамента Бени. Его трижды исключали из числа парламентариев, поскольку он был либералом. Во время визита к своим родителям он попал в плен к консерваторам, в результате был вынужден отправиться в изгнание сначала в Аргентину, затем — в Европу.
Также занимался журналистикой, был основателем печатных изданий и автором «Колониального журнала».
Во время Гражданской войны (1899) был назначен начальником штаба армии Хосе Мануэля Пандо.
С 1899 по 1903 г. он занимал пост первого вице-президента Боливии. В 1900 г. он отправился в качестве правительственного делегата для подавления сепаратистского движения в Акри. В январе 1903 г. в результате внутрипартийного конфликта среди либералов его полномочия были прекращены, политическую борьбу Исмаэлю Монтесу он проиграл. Год спустя он скончался вследствие тяжелой болезни.